# 吉内斯特拉德利斯基亚沃尼
吉内斯特拉德利斯基亚沃尼（義大利語：Ginestra degli Schiavoni），是意大利贝内文托省的一个市镇。总面积14.8平方公里，人口528人，人口密度35.7人/平方公里（2009年）。ISTAT代码为062036。